# STS-115
La missió STS -115 fou la primera a continuar la construcció de l'Estació Espacial Internacional després del desastre del Columbia, seguint amb les dues missions "Retorn al vol", STS-114 i STS-121. Aquesta missió fou duta a terme pel transbordador espacial Atlantis el qual es va enlairar el 9 de setembre del 2006 des del complex de llançament 39B situat al Centre espacial Kennedy de l'estat de Florida tal com estava previst a les 11:45:55 am EDT (15:45:55 UTC).
La missió també s'anomena ISS-12A pel programa de l'ISS. La missió va lliurar a l'ISS el segon segment (P3/P4), un parell de panells solars (2A i 4A) i bateries. Un total de tres passeigs espacials van ser realitzats, durant el qual la tripulació va connectar els sistemes en els segments, preparant per al desplegament, i van fer altres treballs de manutenció a l'estació.
La missió va ser planejada originalment per l'abril del 2003. No obstant això, el desastre del Columbia el febrer del 2003 va endarrerir el llançament fins al 27 d'agost del 2006, quan va ser posposat novament per diverses raons, inclosa l'amenaça de l'Huracà Ernesto, i la caiguda del llamp més potent que havia caigut mai sobre la plataforma de llançament.
En cas que la STS-115 hages necessitat una missió de rescat aquesta hauria estat designada com la missió STS-301 i hagués estat realitzada pel transbordador espacial Discovery l'11 de novembre.

## Tripulació
La tripulació, la qual va ser seleccionada el 2002, va haver d'esperar el lapse de temps més llarg entre la selecció dels astronautes fins al vol real.
- Brent Jett (4), Comandant
- Christopher Ferguson (1), Pilot
- Joseph Tanner (4), especialista de missió
- Daniel Burbank (2), Enginyer de vol
- Heidemarie Stefanyshyn - Piper (1), especialista de missió
- Steven MacLean (2), especialista de missió

 Entre parèntesis, el nombre de missions de l'astronauta, inclosa la STS-115

## Paràmetres de la Missió
- Massa:
  -  El trasborador al despegar: 121.483 kg
  -  El trasborador a l'aterrar :102.913 kg
  - Càrrega: 12.477 kg
- Perigeu: 157.4 km
- Apogeu: 226.6 km
- Inclinació: 51,6°
- Període: 91,6 min

## La missió

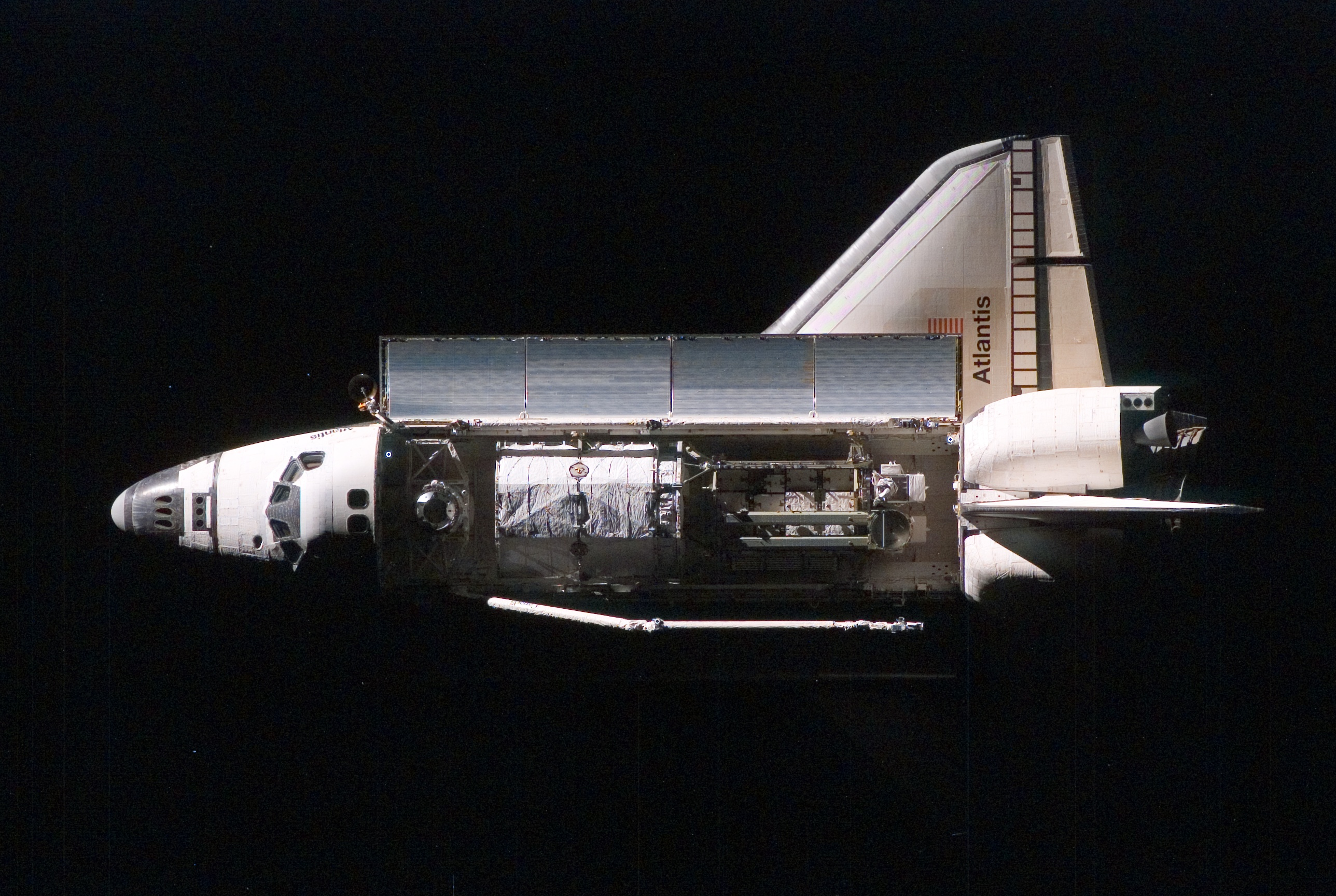
L'Atlantis s'acosta a l'estació juntament amb el segment P3/P4 i els panells solars al seu celler de càrrega.

L'objectiu primari de la missió és traslladar i instal·lar el segon segment esquerre/costat (left/side) P3/P4, un parell de panells solars i les seves bateries.
L'astronauta de l'Agència Espacial Canadenca Steven MacLean fou el primer canadenc a operar el braç robòtic Canadarm2 i la seva Base Mòbil en l'espai i ell va instal·lar el nou set de panells solars des del braç robòtic Canadarm, el qual controlava Tanner. MacLean va realitzar un passeig espacial, sent el segon canadenc a realitzar-lo, després de Chris Hadfield.

## Objectius de la Missió
- Lliurar i instal·lar els dos segments (P3 i P4)
- Lliurar i desplegar els dos nous panells solars (4A i 2A)
- Realitzar tres passeigs espacials per connectar els segments, remoure els allotjaments dels panells solars, i preparar l'estació per a la següent missió de construcció (STS-116)